# Lepidochrysops glauca
Lepidochrysops glauca är en fjärilsart som beskrevs av Henry Trimen 1887. Lepidochrysops glauca ingår i släktet Lepidochrysops och familjen juvelvingar. Inga underarter finns listade i Catalogue of Life.